# Petrivka, Domanivka
Petrivka (în ucraineană Петрівка) este un sat în comuna Bohdanivka din raionul Domanivka, regiunea Mîkolaiiv, Ucraina.

## Demografie
Componența lingvistică a localității Petrivka
     Ucraineană (99,13%)
     Alte limbi (0,87%)
Conform recensământului din 2001, majoritatea populației localității Petrivka era vorbitoare de ucraineană (99,13%), existând în minoritate și vorbitori de alte limbi.